# Mario Almirante
Mario Almirante (Molfetta, 18 febbraio 1890 – Roma, 30 settembre 1964) è stato un regista, attore e direttore del doppiaggio italiano.

## Biografia
Nato a Molfetta, Mario Almirante apparteneva a una famiglia nobile del Molise: già duchi di Cerza Piccola (1691).
Figlio dell'attore Nunzio Almirante (1837-1906) e nipote di un altro attore, Pasquale Almirante (1799-1863) era fratello di Giacomo, Ernesto e Luigi, nonché cugino di Italia Almirante Manzini, tutti quanti attori.
La sua famiglia si stabilì per esigenze di lavoro nel 1924 a Torino e poi si trasferì a Roma. Sposato con Rita Armaroli, ebbe da lei due figli: Giorgio, futuro segretario del MSI, nato a Salsomaggiore nel 1914, e Luigi nel 1926. Anche Giorgio lavorò in ambito cinematografico, collaborando con il padre, come direttore del doppiaggio di alcuni film, tra cui Dumbo (uscito in Italia nel 1948) e  Luci della ribalta (1952).

### Attività professionale
Inizia anche lui, al pari dei fratelli e della cugina, la sua carriera come attore teatrale recitando a fianco di Ruggero Ruggeri, Eleonora Duse ed altri quotatissimi protagonisti del palcoscenico d'inizio secolo. Fu anche direttore di scena delle compagnie teatrali. 
Nel 1919 passa al cinema e affianca alla carriera di attore quella di regista.
Esordisce nel 1920 presso la Rodolfi Film (per la quale segue in particolare il film Il marito in campagna): diviene un autentico "metteur-en-scène" e dirige più volte la quotata cugina.
Con l'avvento del sonoro, dopo aver diretto diversi cortometraggi, esordisce come regista di un lungometraggio nel 1931 con il film Stella del cinema in cui curerà il montaggio e dove apparirà nelle vesti di attore. Successivamente, nel 1933, dirigerà il film Fanny.
Decide - quindi - di dedicarsi ad una nuova attività, viste le esigenze che imponeva il sonoro, lavorando per il primo stabilimento di doppiaggio creato in Italia, nell'estate del 1932, fondato dalla Casa Cines-Pittaluga del lungimirante Emilio Cecchi e del quale venne nominato direttore del doppiaggio.
In questo nuovo ruolo viene ricordato principalmente per aver curato i film Dumbo e Cenerentola della Disney e Luci della ribalta di Charlie Chaplin. Ha inoltre prestato la voce a Vladimir Sokoloff nel film I cospiratori. Lavorò inoltre per la ENIC e la C.D.C..
Morì a Roma nel 1964.

## Filmografia

### Regista
- Il rosario della colpa (1920)
- Il marito in campagna (1920)
- Zingari (1920) - anche sceneggiatura
- Il mio amante (1920)
- La statua di carne (1921)
- La avventure di Sfortunello Fortuna (1921)
- La chiromante (1921)
- Marthú che ha visto il diavolo (1922)
- Il romanzo nero e rosa (1922) - anche sceneggiatura
- La maschera del male (1922)
- La grande passione (1922) - anche sceneggiatura
- L'inafferrabile (1922)
- Il controllore dei vagoni letti (1922)
- La piccola parrocchia (1923) - anche sceneggiatura
- Il fornaretto di Venezia (1923)
- I due Foscari (1923)
- L'ombra (1923)
- L'arzigogolo (1924)
- La bellezza del mondo (1926)
- Il carnevale di Venezia (1928)
- La compagnia dei matti (1928)
- Napoli che canta (1930)
- Stella del cinema (1931)
- Fanny (1933)

### Attore
- L'istruttoria, regia di Enrico Guazzoni (1914)
- Stella del cinema (1931)